# Glenea pseudocaninia
Glenea pseudocaninia é uma espécie de escaravelho da família Cerambycidae. Foi descrita por Lin e Montreuil em 2009.